# 河東獅吼 (電視劇)
《河東獅吼》（英語：Mutual Affection）是香港電視廣播有限公司拍攝製作的古裝電視劇，全劇共20集，監製鄺業生，此劇為無綫電視1996年賀歲劇之一，也是廖偉雄最後拍攝的無綫電視劇。

## 故事大綱
陳季常（廖偉雄飾）為京城執絝子弟，才識過人卻放蕩不羈，與才子蘇東坡（林家棟飾）等終日尋歡作樂。東坡因為一次邂逅，對盧小蝶（傅明憲飾）念念不忘，決意追求。季常為助東坡，想出妙計，假意親近小蝶近身侍婢柳月娥（關詠荷飾），分散其注意，以成東坡好事。月娥初對季常心存偏見，後漸漸改觀，但態度仍冷淡。季常幾經努力，終取得月娥歡心。
遼國耶律燕材早年在宋朝求學被排擠，學成歸來後在汴京不斷打敗各名家宗師，最後向宋朝挑戰，陳季常上陣對決，最後成功打敗耶律燕材，與柳月娥成婚。婚後月娥為求令季常上進，於是處處操控季常，令他極度不滿，終日沉迷賭博，被騙家宅，幸得月娥及時挽回。後來季常發生婚外情，月娥得悉後與他反目，月娥在多番狀告不果後，在八賢王的協助下更告上金鑾，與季常在朝堂上對質，在這個時候，整個國家也分化成「支持陳季常」與「支持柳月娥」兩大陣營......

## 演員表
- 關詠荷 飾 柳月娥
- 廖偉雄 飾 陳季常
- 林家棟 飾 蘇東坡
- 傅明憲 飾 盧小蝶
- 陳嘉輝 飾 秦少游
- 黃𨥈瑩 飾 蘇小妹
- 羅　莽 飾 佛　印
- 胡　楓 飾 陳福蔭
- 梁欽祺 飾 耶律威
- 卓　凡 飾 書　生
- 張漢斌 飾 書　生
- 黃德基 飾 宋將軍
- 陳勉良 飾 財/下　人
- 黃天鐸 飾 王員外
- 吳列華 飾 娟
- 黃一飛 飾 阿　轎
- 華忠男 飾 常　通
- 姚傑龍 飾 常　滿
- 唐葳娜 飾 丫　環
- 秦　煌 飾 盧百滔
- 朱咪咪 飾 盧李氏
- 譚寶珊 飾 丫　環/小　翠
- 溫雙燕 飾 紅　姨
- 陳燕航 飾 楚　楚
- 張　捷 飾 鶯　鶯
- 康　華 飾 燕　燕
- 陳玉群 飾 鶯　鶯
- 陳霽平 飾 芳　芳
- 李志偉 飾 書　生/公　子
- 梁照豪 飾 書　生/公　子
- 盧卓南 飾 書　生/公　子
- 羅立勤 飾 書　生/公　子
- 周祥森 飾 書　生
- 劉永晉 飾 書　生/伙　記
- 陳中堅 飾 孟夫子
- 張　翼 飾 耶律燕材
- 黎秀英 飾 村　婦
- 馮瑞珍 飾 村　婦
- 鄧煜榮 飾 肥員外
- 王　飛 飾 賣武者
- 朱樂輝 飾 小　二
- 孫季卿 飾 曾夫子
- 區　嶽 飾 宋　官/考　官
- 譚一清 飾 宋　官/考　官
- 何璧堅 飾 無慧大師
- 石　 飾 畫　家
- 薛純基 飾 畫　家
- 曹　濟 飾 畫　家
- 許堅信 飾 嚴醫師
- 黃　新 飾 國子監
- 陳展鵬 飾 書　生
- 張俊華 飾 書　生
- 沈寶思 飾 書　生
- 郭德信 飾 賈回春
- 羅國維 飾 潘國丈
- 關　菁 飾 宋神宗
- 滕麗明 飾 青　青
- 呂劍光 飾 師　爺
- 孫恩明 飾 公　子/書　生
- 王俊琴 飾 恩　恩
- 李　穎 飾 寶　寶
- 蕭玉燕 飾 素　心
- 黃清榕 飾 冬　兒
- 伍文生 飾 平　民
- 陸希揚 飾 平　民
- 張鴻昌 飾 張大人
- 陳狄克 飾 王大人
- 李子奇 飾 館　主
- 王偉樑 飾 程　峰
- 羅君左 飾 張　希
- 黃煒林 飾 陳　逸
- 郭卓樺 飾 江　彬
- 戴耀明 飾 康　生
- 李慧萍 飾 妓　女
- 陳梅馨 飾 琴　操
- 何美好 飾 瓶　兒
- 黃成想 飾 牛村長
- 博　君 飾 楊村長
- 黃文標 飾 債　仔
- 焦　雄 飾 王夫子
- 黃振寧 飾 衙　差
- 盧　剛 飾 侍　衛
- 鄭瑞曉 飾 書　生
- 王大偉 飾 侍　衛
- 游　飈 飾 李公公
- 李海生 飾 馮大人
- 方　傑 飾 青海刺史
- 俞　明 飾 大　伯
- 陳曉雲 飾 大伯妻
- 詹秉熙 飾 八賢王
- 梁少狄 飾 李大人
- 蔣　克 飾 流　民
- 黃仲匡 飾 流　民
- 羅　維 飾 宋　兵
- 羅雪玲 飾 員外妻
- 可　心 飾 村　民
- 陸婉芬 飾 村　民
- 王翠玉 飾 妾　侍
- 馬海倫 飾 潘　后
- 盧慶輝 飾 太　監
- 伍慧珊 飾 宮　女
- 蔡劍雪 飾 村　民
- 何掌君 飾 張　三
- 蓋世寶 飾 妓　女
- 雷穎怡 飾 妓　女

## 外部連結
- 無綫電視官方網頁 - 河東獅吼

## 電視節目的變遷
| 香港無綫電視翡翠台 星期一至五 19:05-20:00 時段 | 香港無綫電視翡翠台 星期一至五 19:05-20:00 時段 | 香港無綫電視翡翠台 星期一至五 19:05-20:00 時段 |
| ---------------------------------------------- | ---------------------------------------------- | ---------------------------------------------- |
|                                                | 河東獅吼 (1996.02.19 - 1996.03.15)             |                                                |
| 包青天 (1995.11.27 - 1996.02.16)               | 聊齋 (1996.03.18 - 1996.05.03)                 |                                                |